# Plainville (Kansas)
Plainville város az Amerikai Egyesült Államok Kansas államában, Rooks megyében. Lakosainak száma 1746 fő (2020. április 1.).

## Népesség
A település népességének változása:

| 2010 | 1 903 |
| 2020 | 1 746 |